# 李明修
李明修（2000年6月1日—）是臺灣男子籃球運動員，場上主打後衛位置。李明修畢業於水里商工、國立臺灣體育運動大學，2022年7月在T1聯盟新人選秀會第三輪被臺中葳格太陽指名。2023年10月16日，臺中太陽宣布解散。